# Bronsgroplöpare
Bronsgroplöpare (Elaphrus cupreus) är en skalbaggsart som beskrevs av Caspar Erasmus Duftschmid 1812. Bronsgroplöpare ingår i släktet Elaphrus, och familjen jordlöpare. Arten är reproducerande i Sverige.

## Bildgalleri

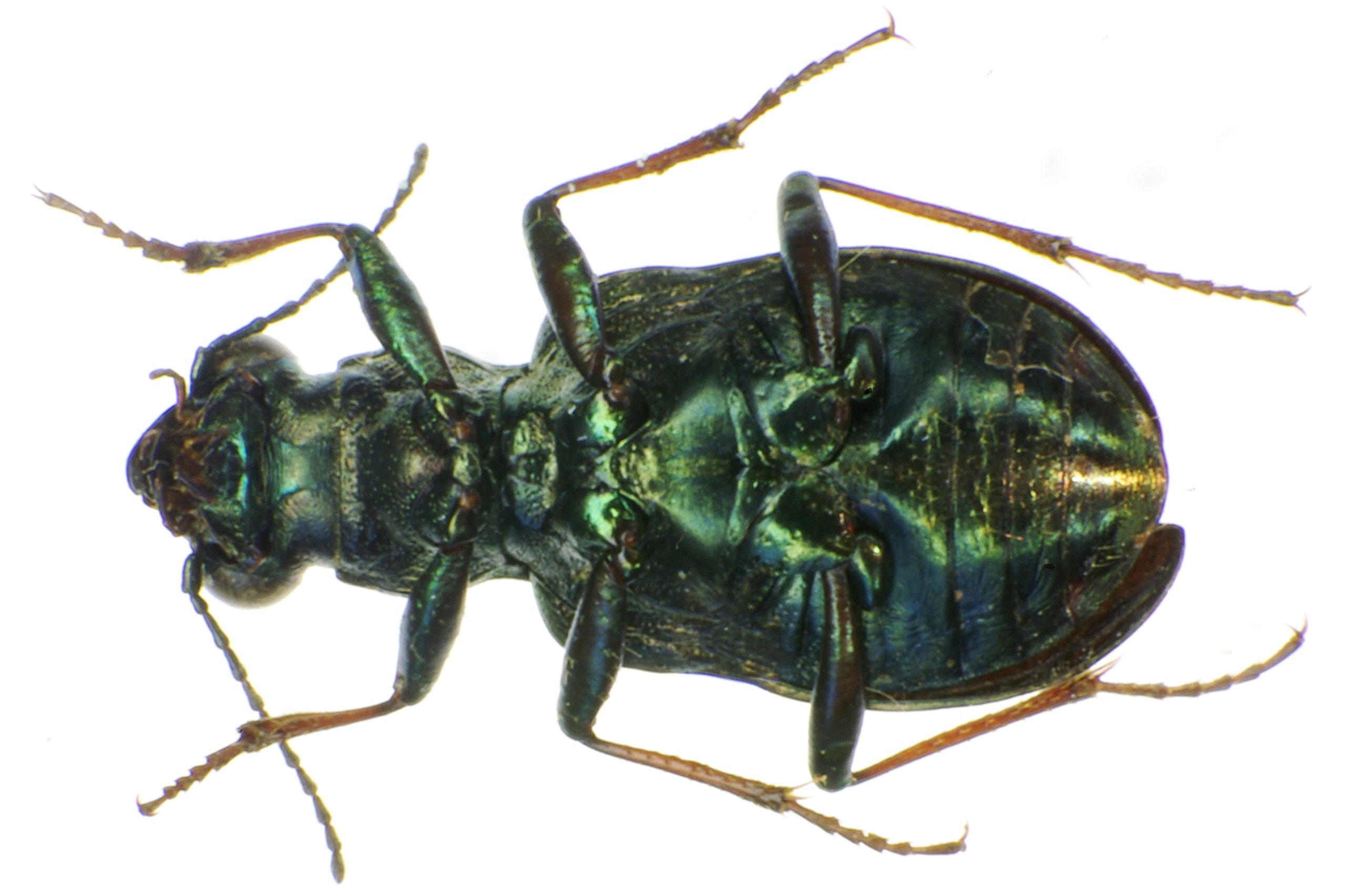
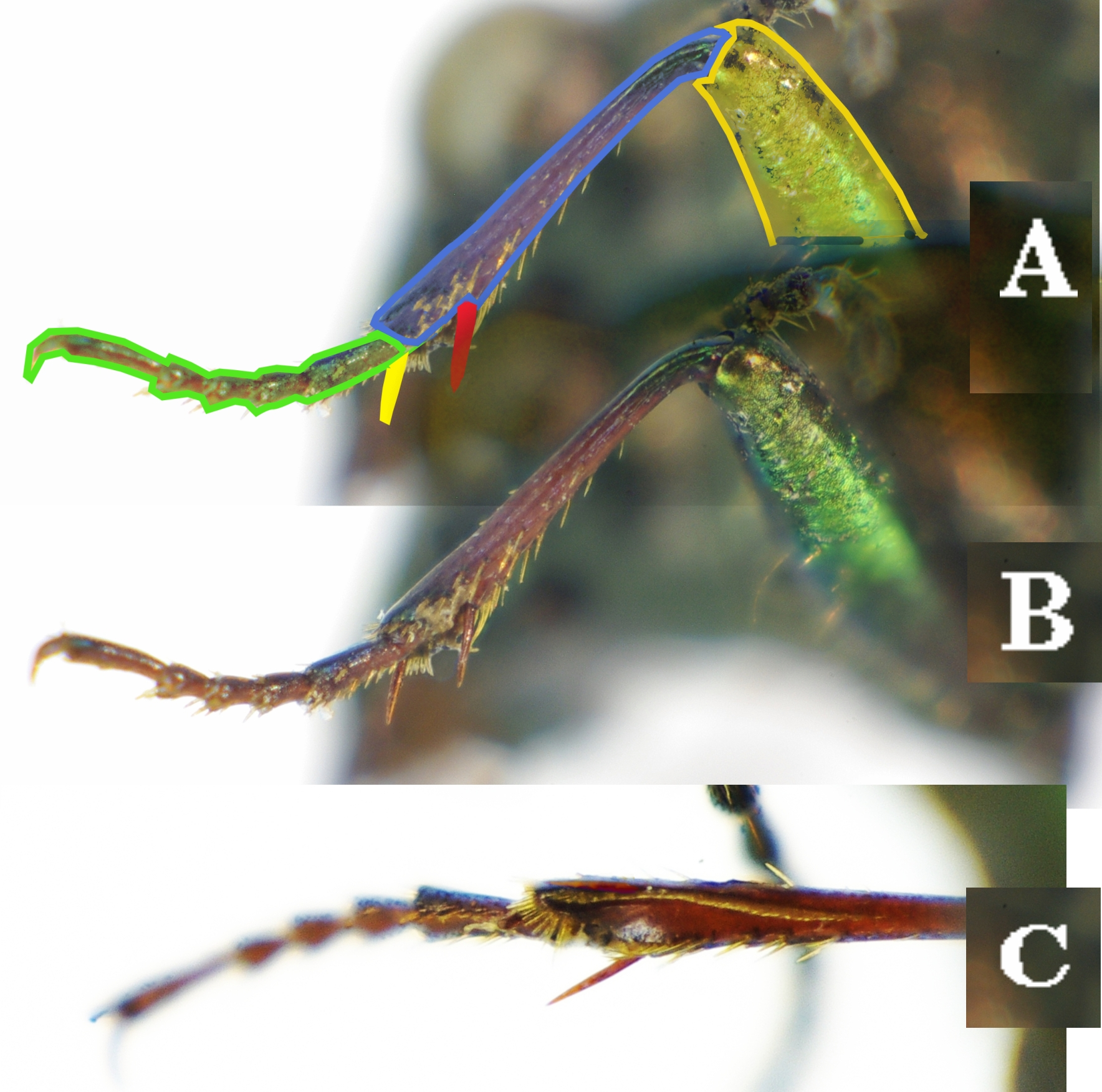
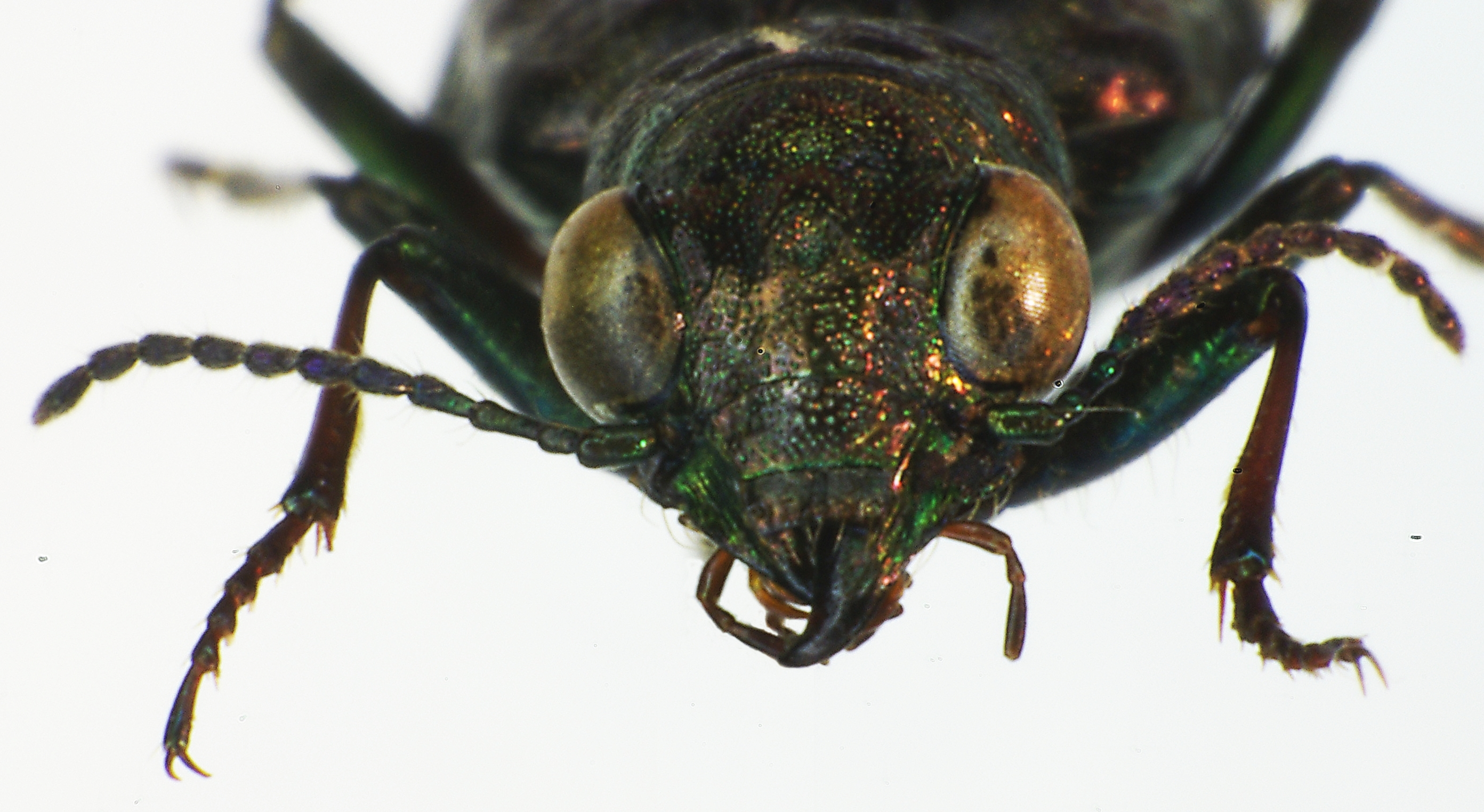
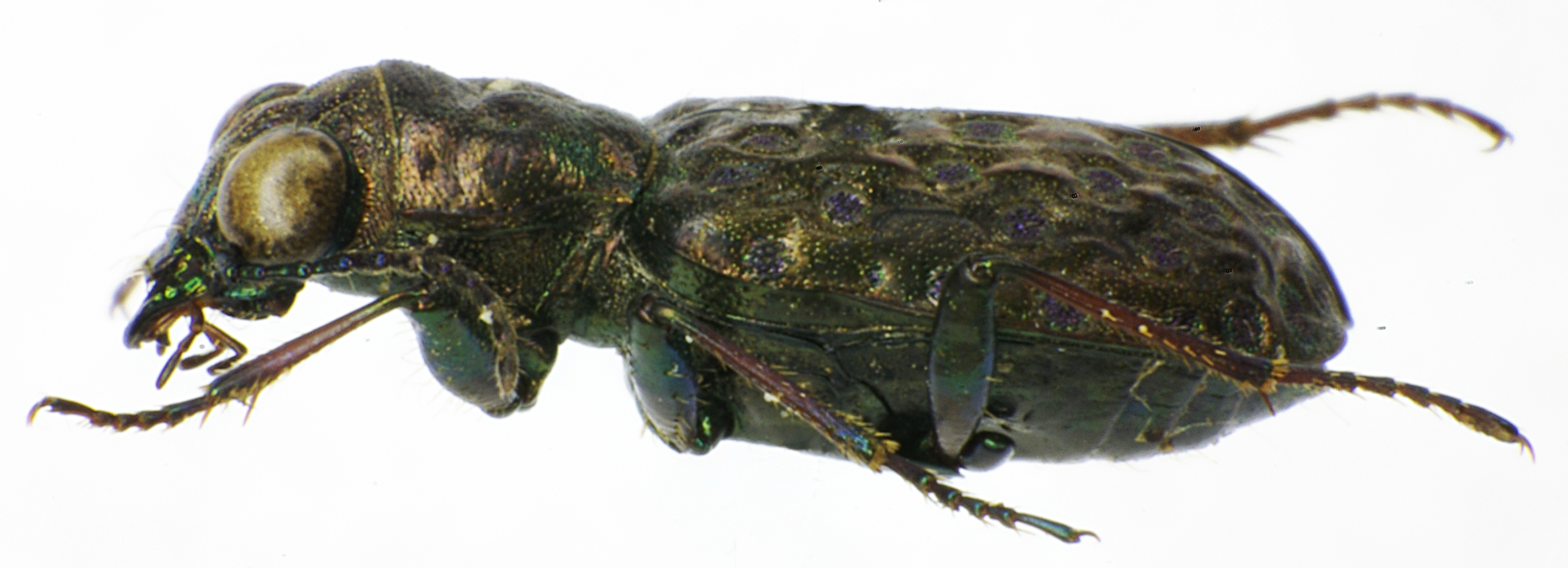
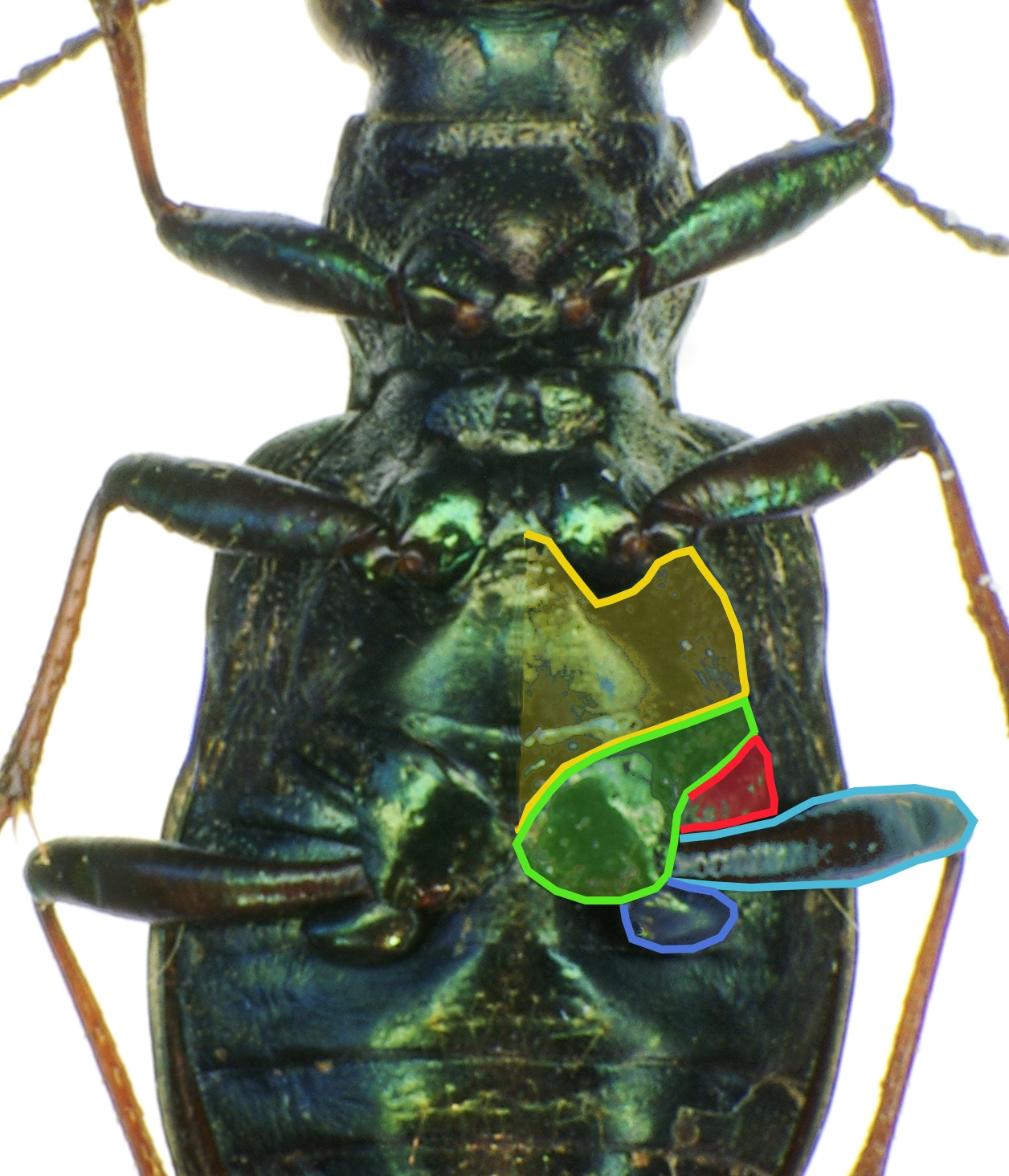
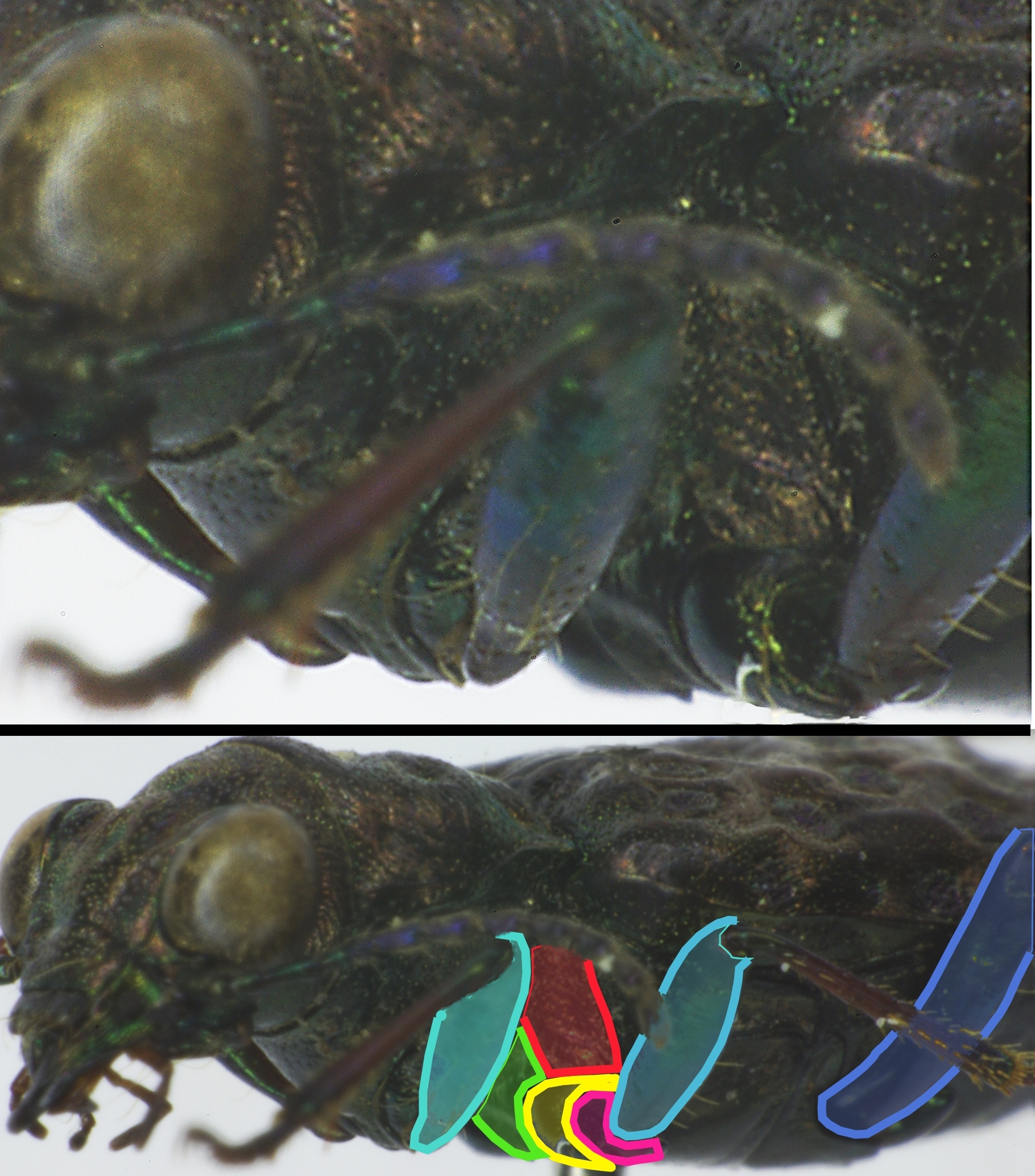